# Andor Jaross
Andor Jaross (23. května 1896 Čechy – 11. dubna 1946 Budapešť) byl československý politik a meziválečný poslanec Národního shromáždění republiky Československé za maďarskou Zemskou křesťansko-socialistickou stranu, za druhé světové války ministr vnitra Maďarska.

## Biografie
Profesí byl rolníkem. Dle údajů k roku 1935 bydlel v obci Čechy na jižním Slovensku.
V parlamentních volbách v roce 1935 se stal poslancem Národního shromáždění za Maďarskou národní stranu, která kandidovala společně se Zemskou křesťansko-socialistickou stranou. Maďarské národní straně od roku 1933 předsedal. V rámci strany představoval křídlo radikálněji naladěné proti Československu. Poté, co před volbami roku 1935 Maďarská národní strana splynula do širší maďarské aliance, byl Jaross zvolen jedním ze dvou předsedů nové strany (druhým byl János Esterházy). Obě maďarské menšinové strany roku 1936 splynuly do Sjednocené maďarské strany. Poslanecké křeslo ztratil na podzim 1938 v důsledku změny hranic Československa.
Za druhé světové války byl aktivním pronacistickým kolaborantem a ministrem vnitra Maďarska v době, kdy vládě předsedal Döme Sztójay. Po válce byl Jaross souzen a popraven.